# Manteca Martínez
Sergio Daniel Martínez Alzuri (Montevideo, 15 de febrero de 1969) es un exfutbolista uruguayo que se desempeñaba en la posición centrodelantero. Es conocido como «Manteca» Martínez.
Surgido del club Defensor Sporting, destacó principalmente en su paso por el fútbo argentino, más precisamente en Boca Juniors, donde jugó durante cinco años y marcó 87 goles. Es considerado un ídolo del club de la década de 1990, con el que conquistó dos títulos: el Torneo Apertura 1992 y la extinta Copa de Oro Nicolás Leoz, en su edición de 1993.
Fue dos veces goleador de la Primera División de Argentina, en los torneos Apertura 1993 y Clausura 1997.
Fue internacional con la selección de Uruguay, con la cual ganó la Copa América 1995, disputada en su país natal.

## Trayectoria
Se formó en las juveniles del club Defensor Sporting. El 16 de octubre de 1986 debutó en Primera División contra Central Español, y actuó como profesional durante cuatro años (1986-1990). Luego pasó a Peñarol donde marcó 15 tantos, hasta que llegó a Boca Juniors en 1992. Allí anotó 86 goles y se convirtió en el séptimo máximo goleador en la historia del club, además de obtener un campeonato local y uno internacional.
Continuó su carrera en España, adonde llegó de la mano de su representante, el empresario uruguayo Francisco “Paco” Casal. Allí comenzó en el Deportivo de La Coruña en 1998, donde apenas jugó 3 partidos, por diversos problemas físicos. En 2000 volvió a Uruguay para jugar en Nacional hasta su retiro en el 2001, ganando los títulos de Primera División en ambas temporadas.

### Retirada deportiva y años posteriores
Sergio Martínez se retiró en el año 2001 jugando para el Club Nacional de Football de Montevideo. Luego de su retirada deportiva se dedicó a trabajar como intermediario de jugadores de fútbol junto a su colega José “Pepe” Herrera.
Martínez se ha dedicado a la competencia profesional en carreras de motos de agua, algo que siempre fue su hobby. Ha llegado a competir en el torneo mundial de la especialidad.
En el mes de septiembre de 2022 fue reconocido por la legislatura de la Ciudad Autónoma de Buenos Aires, siendo declarado como Personalidad Destacada del Deporte. En este homenaje participaron el director técnico histórico de la Selección Uruguaya, el maestro Óscar Washington Tabárez, y el exrepresentante y amigo personal de Sergio Martínez, el empresario Francisco “Paco” Casal.

## Selección nacional
Jugó 35 partidos con la Selección Uruguaya y marcó 5 goles. Fue campeón de la Copa América 1995, en cuya final marcó el gol decisivo en la definición por penales frente a Brasil. También participó en la Copa del Mundo de Italia 90, donde disputó los 90 minutos en el triunfo 1-0 ante Corea del Sur en la primera ronda.

### Participaciones en Copas del Mundo
| Mundial           | Sede   | Resultado        | Partidos | Goles |
| ----------------- | ------ | ---------------- | -------- | ----- |
| Copa Mundial 1990 | Italia | Octavos de final | 1        | 0     |

### Participaciones en Copas América
| Copa              | Sede    | Resultado     | Partidos | Goles |
| ----------------- | ------- | ------------- | -------- | ----- |
| Copa América 1989 | Brasil  | Subcampeón    | 1        | 0     |
| Copa América 1991 | Chile   | Primera ronda | 0        | 0     |
| Copa América 1995 | Uruguay | Campeón       | 4        | 0     |
| Copa América 1997 | Bolivia | Primera ronda | 2        | 0     |

## Estadísticas

### Clubes
- Actualizado al último partido jugado el 13 de octubre de 2001.

| Peñarol · Uruguay               | 1.ª           |               |     |     |   |   |    |    |     |     |      |
| Peñarol · Uruguay               | 1.ª           | 1991          | 24  | 8   | — | — | 5  | 3  | 29  | 11  | 0.38 |
| Peñarol · Uruguay               | 1.ª           | 1992          | 13  | 4   | — | — | —  | —  | 13  | 4   | 0.31 |
| Peñarol · Uruguay               | Total club    | Total club    | 37  | 12  | 0 | 0 | 5  | 3  | 42  | 15  | 0.36 |
| Boca Juniors Argentina          | 1.ª           |               |     |     |   |   |    |    |     |     |      |
| Boca Juniors Argentina          | 1.ª           | 1992-93       | 34  | 18  | — | — | 1  | 0  | 35  | 18  | 0.51 |
| Boca Juniors Argentina          | 1.ª           | 1993-94       | 35  | 20  | 2 | 0 | 12 | 4  | 49  | 24  | 0.49 |
| Boca Juniors Argentina          | 1.ª           | 1994-95       | 28  | 17  | — | — | 7  | 1  | 35  | 18  | 0.51 |
| Boca Juniors Argentina          | 1.ª           | 1995-96       | 22  | 18  | — | — | 3  | 0  | 25  | 18  | 0.72 |
| Boca Juniors Argentina          | 1.ª           | 1996-97       | 17  | 16  | — | — | 5  | 1  | 22  | 17  | 0.77 |
| Boca Juniors Argentina          | 1.ª           | 1997          | 1   | 1   | — | — | —  | —  | 1   | 1   | 1    |
| Boca Juniors Argentina          | Total club    | Total club    | 137 | 80  | 2 | 0 | 28 | 6  | 167 | 86  | 0.51 |
| Deportivo de La Coruña · España | 1.ª           |               |     |     |   |   |    |    |     |     |      |
| Deportivo de La Coruña · España | 1.ª           | 1997-98       | 3   | 0   | 3 | 0 | —  | —  | 6   | 0   | 0    |
| Deportivo de La Coruña · España | Total club    | Total club    | 3   | 0   | 3 | 0 | 0  | 0  | 6   | 0   | 0    |
| Nacional · Uruguay              | 1.ª           |               |     |     |   |   |    |    |     |     |      |
| Nacional · Uruguay              | 1.ª           | 2000          | 29  | 15  | — | — | 5  | 2  | 34  | 17  | 0.5  |
| Nacional · Uruguay              | 1.ª           | 2001          | 11  | 4   | — | — | 9  | 3  | 20  | 7   | 0.35 |
| Nacional · Uruguay              | Total club    | Total club    | 40  | 19  | 0 | 0 | 14 | 5  | 54  | 24  | 0.44 |
| Total carrera                   | Total carrera | Total carrera | 217 | 111 | 5 | 0 | 47 | 14 | 269 | 125 | 0.46 |
| 1. 2. 3.                        |               |               |     |     |   |   |    |    |     |     |      |

### Selección
| Absoluta · Uruguay | 1988  | 5  | 1 | —  | — | — | — | 5  | 1 | 0.2  |
| Absoluta · Uruguay | 1989  | 4  | 1 | —  | — | — | — | 4  | 1 | 0.25 |
| Absoluta · Uruguay | 1990  | 4  | 0 | —  | — | 1 | 0 | 5  | 0 | 0    |
| Absoluta · Uruguay | 1991  | 4  | 0 | —  | — | — | — | 4  | 0 | 0    |
| Absoluta · Uruguay | 1992  | 2  | 1 | —  | — | — | — | 2  | 1 | 0.5  |
| Absoluta · Uruguay | 1995  | 4  | 2 | 4  | 0 | — | — | 8  | 2 | 0.25 |
| Absoluta · Uruguay | 1996  | —  | — | 1  | 0 | — | — | 1  | 0 | 0    |
| Absoluta · Uruguay | 1997  | —  | — | 5  | 0 | — | — | 5  | 0 | 0    |
| Total              | Total | 23 | 5 | 11 | 0 | 1 | 0 | 35 | 5 | 0.14 |
| 1.                 |       |    |   |    |   |   |   |    |   |      |

### Hat-tricks
| 1 | 13 de marzo de 1994     | La Bombonera, Buenos Aires     | Boca Juniors - Racing Club                 |  | 6 - 0 | Torneo Clausura 1994     |
| 2 | 19 de marzo de 1995     | La Bombonera, Buenos Aires     | Boca Juniors - Deportivo Español           |  | 4 - 1 | Torneo Clausura 1995     |
| 3 | 14 de marzo de 1997     | La Bombonera, Buenos Aires     | Boca Juniors - Huracán Corrientes          |  | 4 - 1 | Torneo Clausura 1997     |
| 4 | 9 de mayo de 1997       | La Bombonera, Buenos Aires     | Boca Juniors - Gimnasia y Esgrima La Plata |  | 6 - 1 | Torneo Clausura 1997     |
| 5 | 9 de septiembre de 2000 | Estadio Centenario, Montevideo | Nacional - Huracán Buceo                   |  | 4 - 1 | Campeonato Uruguayo 2000 |

## Palmarés

### Campeonatos nacionales
| Título                    | Club              | País      | Año    |
| ------------------------- | ----------------- | --------- | ------ |
| Campeonato Uruguayo       | Defensor Sporting | Uruguay   | 1987   |
| Liguilla Pre-Libertadores | Defensor Sporting | Uruguay   | 1989   |
| Primera División          | Boca Juniors      | Argentina | A-1992 |
| Campeonato Uruguayo       | Nacional          | Uruguay   | 2000   |
| Campeonato Uruguayo       | Nacional          | Uruguay   | 2001   |

### Campeonatos internacionales
| Título                   | Equipo               | Sede final   | Año  |
| ------------------------ | -------------------- | ------------ | ---- |
| Copa de Oro Nicolás Leoz | Boca Juniors         | Buenos Aires | 1993 |
| Copa América             | Selección de Uruguay | Montevideo   | 1995 |

### Distinciones individuales
| Distinción                                                     | Año    |
| -------------------------------------------------------------- | ------ |
| Máximo goleador de la Supercopa Sudamericana (3 goles)         | 1991   |
| Máximo goleador de la Primera División de Argentina (12 goles) | A-1993 |
| Máximo goleador de la Primera División de Argentina (15 goles) | C-1997 |
| Máximo goleador de la Copa de Oro Nicolás Leoz (2 goles)       | 1993   |